# آنانت ماهادوان
آنانت ماهادوان (انگلیسی: Anant Mahadevan) کارگردان فیلم، بازیگر و فیلم‌نامه‌نویس اهل هند است.

## فیلم‌شناسی

### کارگردان
- قلب و عاشقانه (۲۰۰۲)
- دل بیشتر می‌خواد!!! (۲۰۰۴)
- اکثر (۲۰۰۶)
- اگر (۲۰۰۷)
- Victoria No. 203: Diamonds Are Forever (۲۰۰۷)
- آنامیکا (۲۰۰۸)
- Red Alert: The War Within (۲۰۰۹)
- Mee Sindhutai Sapkal(۲۰۱۰)
- Staying Alive (2012)[۴]
- The Storyteller[۵]
- The Xposé (۲۰۱۴)
- Gour Hari Dastaan (۲۰۱۵)
- RoughBook[۶]
- زندگی خوب (۲۰۱۶)
- Rukhmabai Bhimrao Raut (2016)[۷]
- اکثر ۲ (۲۰۱۷)
- Mere Sai  (بال گنگادار تیلاک) (۲۰۲۰)

تلویزیون
- شمشیر تیپو سلطان (۱۹۹۰) – Pandit

### بازیگر
- مهتاب (۱۹۸۹)
- بازیکن (۱۹۹۲)
- گردش (۱۹۹۳)
- بازیگر (۱۹۹۳)
- زلزله (۱۹۹۳)
- گانگستر (۱۹۹۴)
- خدا و تفنگ (۱۹۹۵)
- هر دو ما (۱۹۹۵)
- من تنها، تو تنها (۱۹۹۵)
- برنده (۱۹۹۶)
- بله قربان
- عشق عرفانی
- عشق اتفاق می‌افتد
- طبیعت(۱۹۹۸)
- به دل بگو چه کار کنه
- قلب
- پادشاه (۱۹۹۹)
- ریتم (۲۰۰۰)
- چون من دروغ نمی‌گویم
- شادی شما (۲۰۰۷)
- ایمی (فیلم) (۲۰۰۸)
- مسیر نو (۲۰۱۱)
- ویشواروپام ۲ (۲۰۱۸)
- ۲٫۰ (۲۰۱۸)
- هندی ۲ (۲۰۲۱)
- مأموریت رانیگانج (۲۰۲۳)
- امینه (۲۰۲۴)